# Clásica San Sebastián 1993
De 13de editie van de wielerwedstrijd Clásica San Sebastián werd gehouden op 7 augustus 1993 in en rondom de Baskische stad San Sebastian, Spanje. De editie van 1993 ging over een afstand van 238 kilometer en was de veertiende wedstrijd in de strijd om de Wereldbeker wielrennen. De koers kwam over de brug Puente de Zurriola in het centrum van de stad, die daarmee heropend werd na ingrijpende herstelwerkzaamheden. Titelverdediger in deze Noord-Spaanse wielerklassieker was de Mexicaan Raúl Alcalá. 

## Uitslag
| Clásica San Sebastián 1993 (238 kilometer) |                    |                                |          |
| Plaats                                     | Naam               | Ploeg                          | Tijd     |
| Winnaar                                    | Claudio Chiappucci | Carrera Jeans-Tassoni          | 5u47'51" |
| 2                                          | Gianni Faresin     | ZG Mobili-Bottecchia           | + 2"     |
| 3                                          | Alberto Volpi      | Mecair-Ballan                  | + 24"    |
| 4                                          | Iñaki Gastón       | CLAS-Cajastur                  | z.t.     |
| 5                                          | Marco Giovannetti  | Mapei-BC Azzuro-Viner          | z.t.     |
| 6                                          | Bo-André Namtvedt  | Subaru-Montgomery              | + 31"    |
| 7                                          | Bruno Cornillet    | Novemail-Histor-Laser Computer | z.t.     |
| 8                                          | Maurizio Fondriest | Lampre-Polti-Colnago           | z.t.     |
| 9                                          | Massimo Ghirotto   | ZG Mobili-Bottecchia           | z.t.     |
| 10                                         | Stefano Colage     | ZG Mobili-Bottecchia           | z.t.     |
|                                            |                    |                                |          |
| 13                                         | Johan Bruyneel     | ONCE-Otero                     | z.t.     |
| 24                                         | Eddy Bouwmans      | Novemail-Histor-Laser Computer | + 47"    |

1981 · 1982 · 1983 · 1984 · 1985 · 1986 · 1987 · 1988 · 1989 · 1990 · 1991 · 1992 · 1993 · 1994 · 1995 · 1996 · 1997 · 1998 · 1999 · 2000 · 2001 · 2002 · 2003 · 2004 · 2005 · 2006 · 2007 · 2008 · 2009 · 2010 · 2011 · 2012 · 2013 · 2014 · 2015 · 2016 · 2017 · 2018 · 2019 · 2020 · 2021 · 2022 · 2023 · 2024